# Кристобаль Колон де Карвахаль и Марото
Вице-адмирал Кристобаль Колон де Карвахаль-и-Марото, 17-й герцог Верагуа, 16-й герцог де ла Вега, 18-й маркиз Агилафуэнте, 15-й маркиз Ямайки (исп. Cristóbal Colón de Carvajal y Maroto; 29 января 1925, Мадрид — 6 февраля 1986, Мадрид) — испанский дворянин и офицер ВМС, государственный деятель и потомок Христофор Колумба. В течение четырех десятилетий он был адмиралом Морского океана, адмиралом Индий и аделантадо Индий, должности, которые занимал его отец и все его прямые предки по отцовской линии вплоть до Христофора Колумба, открывшего Америку в 1492 году.
В 1986 году Колон де Карвахаль и его личный водитель были убиты группой баскских сепаратистов Euskadi Ta Askatasuna (ЭТА), которая открыла огонь по машине, в которой они ехали, и бросила внутрь ручную гранату, недалеко от Пасео-де-ла-Кастельяна в Мадриде, Испания. Наряду с убийством Карреро Бланко в 1973 году он был самой известной фигурой, убитой организацией.

## Ранняя жизнь
Кристобаль Колон родился в Мадриде в известной дворянской семье, имевшей многочисленные дворянские титулы. Старший сын Рамона Колона де Карвахаля-и-Уртадо де Мендоса, 16-го герцога Верагуа (1898—1941), и Марии Эулалии Марото-и-Перес-дель-Пульгар (1897—1968), дочери Хуана Марото и Пола, 1-го маркиза Санто-Доминго и его жены, Лоренсы Перес дель Пульгар, 8-й маркизы Пособланко . Через свою мать Колон был правнуком карлистского генерала Рафаэля Марото.

## Карьера

### Ранняя карьера
Он поступил в качестве кандидата в военно-морскую школу Escuela в 1943 году в составе 348 Promotion of the General Corps. В 1945 году его повысили до офицерского кадета, чтобы завершить обучение в Военно-морской школе 15 декабря 1948 года, когда он получил должность Альфереса флота. Его первая должность была на флагмане испанского флота «Канариас».

### Адмирал Морского Океана

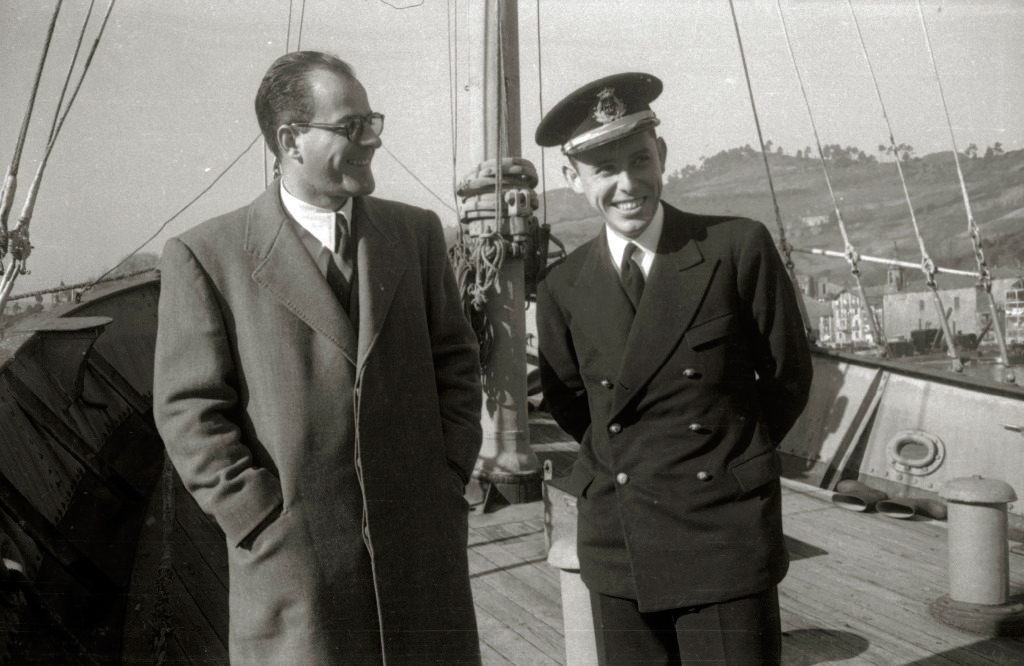
Молодой Колон (справа) в роли командира разведывательного корабля V-18 в Пасахесе, 1950 г.

Получив звание офицера в 1948 году, Кристобаль Колон сменил своего покойного отца на посту адмирала Океанского моря, адмирала Индий и аделантадо Индий в раннем возрасте 23 лет.
После того, как он был вторым командиром буксира Cíclope, он получил командование патрульным Lanzón (V-18). Получив звание лейтенанта корабля, он получил командование береговой охраной «Пегасо», а после прохождения курса специалиста по подводному оружию ему было передано командование буксиром в функциях дозорного РР-20.
В 1964 году он был повышен до капитана корвета и назначен вторым командиром эсминца «Альмиранте Миранда», позже перейдя в военно-морское министерство. К этому времени Колон уже стал популярным среди военно-морского флота и заработал хорошую репутацию.
В 1975 году ему было присвоено звание капитана фрегата, а декретом от 17 декабря 1977 года он получил командование эсминцем типа «Флетчер» «Альмиранте Вальдес» (D-23) (бывший военный корабль США «Конверс» (DD-509), один из эскадренных миноносцев, предоставленных США) , которым он командовал до 18 июня 1979 года. Во время своего пребывания в должности капитана фрегата он был награжден Серебряной медалью Общества спасения потерпевших кораблекрушение за спасение семнадцати членов рыболовной команды Онубенсы, которые затонули.
Когда в 1980 году его повысили до капитана корабля, он получил командование учебным кораблем ВМС Испании, баркентиной «Хуан Себастьян Элькано». В качестве капитана корабля он вышел 8 января 1981 года из Кадиса с курсом в Санта-Крус-де-Тенерифе, Рио-де-Жанейро, Монтевидео, Буэнос-Айрес, Пунта-Аренас, Вальпараисо, Кальяо, Бальбоа, пересёк Панамский канал и совершил круиз в Пенсаколу, Нью-Йорк, Сен-Мало, Мелилья, Ливорно и прибыл в Кадисский залив 3 августа того же года.
В 1983 году ему было присвоено звание контр-адмирала, и он продолжил свои обязанности в Министерстве обороны и особенно в Институте военно-морской истории и культуры. В 1984 году ему было присвоено звание вице-адмирала, после чего он занял должность в штабе ВМФ.

## Семья
Кристобаль Колон де Карвахаль и Марото был женат с 1949 года на Марии де ла Анунсиады Горосабель Рамирес де Аро (род. 30 апреля 1925), дочери Хесуса Горосабеля Мендии и Марии Анунсиады Рамирес де Аро и Альварес де Толедо. У супругов были следующие дети:
- Кристобаль Колон де Карвахаль, 18-й герцог Верагуа (род. 4 октября 1949)
- Диего Колон де Карвахаль и Горосабель
- Альфонсо Колон де Карвахаль и Горосабель
- Мария де ла Анунсиада Колон де Карвахаль и Горосабель
- Игнасио Колон де Карвахаль и Горосабель
- Хайме Колон де Карвахаль и Горосабель

## Смерть

### Убийство
Нападение произошло в четверг, 6 февраля 1986 года, в 10:20. Его автомобиль, коричневый Talbot 1800, которым управлял 55-летний шофер Мануэль Трилло, в котором находились вице-адмирал Колон де Карвахаль и его помощник, 45-летний Антонио Родригес. Тубе, сидевший на заднем сиденье машины, направлялся по Калле-дель-Тамбре из-за угла вместе с Бальбиной Вальверде. Водителю пришлось снизить скорость на узком участке дороги. По словам свидетелей, двое молодых людей «расставили посты по обеим сторонам улицы, обстреляв автомобиль из пулемета». Почти одновременно один из членов ЭТА бросил внутрь автомобиля ручную гранату, в то время как другие члены коммандос продолжали стрелять с противоположного тротуара.
Несмотря на кровопролитие, командир Антонио Родригес Тубе, личный помощник Колона, был тяжело ранен, но почти чудом пережил атаку.

### Похороны
Похороны герцога Верагуа и водителя Мануэля Трилло состоялись на следующее утро в Главном штабе военно-морского флота в Мадриде. Останки обеих жертв были захоронены в тот же день.

## Награды
- Гранд Испании
- Большой крест ордена Изабеллы Католической
- Большой крест ордена Гражданского признания (посмертно)[10]
- Большой крест за морские заслуги (белый знак отличия)
- Большой крест ордена Христофора Колумба
- Крест Королевского и военного ордена Святой Херменегильдо
- Рыцарь Ордена Сантьяго
- Крест ордена Васко Нуньеса де Бальбоа
- Крест ордена Мая
- Крест ордена «За заслуги перед Чили»
- Крест военно-морских заслуг Перу
- Крест военно-морских заслуг Бразилии
- Крест за особые заслуги перед Мексикой
- Памятная медаль к 400-летию битвы при Лепанто
- Член Королевской исторической академии
- Почетный член Королевской академии социальных и естественных наук Эстремадуры.
- Член Итальянской академии истории.
- Член Доминиканской академии истории.
- Член Парагвайской исторической академии.
- Член Исторической академии Порто-Рико.
- Член Постоянной комиссии Депутации Грандесы Испании
- Президент Королевского дворянского совета Мадрида
- Президент Королевской ассоциации дворян Испании
- Представитель Военно-морского музея Мадрида
- Член Комиссии 500-летия открытия Америки.
- Президент и основатель Итало-латиноамериканской культурной ассоциации «Христофор Колумб».
- Президент испанских скаутов (награжден знаком «Серебряный волк», высшей скаутской наградой)[11] .